# شهرستان آیرون (میشیگان)
شهرستان آیرون، میشیگان (به انگلیسی: Iron County, Michigan) یک سکونتگاه مسکونی در ایالات متحده آمریکا است که در میشیگان واقع شده‌است.